# Antazolin
Antazolin pripada prvog generaciji antihistamina koji isto tako imaju antiholinergična svojstva. On se koristi za olakšavanje nazalne kongestije i u kapima za oči, obično u kombinaciji sa nafazolinom, radi olakšavanja simptoma alergijskog konjunktivitisa.

## Spoljašnje veze
|  | Molimo Vas, obratite pažnju na važno upozorenje u vezi sa temama iz oblasti medicine (zdravlja). |